# Clínica Santa María

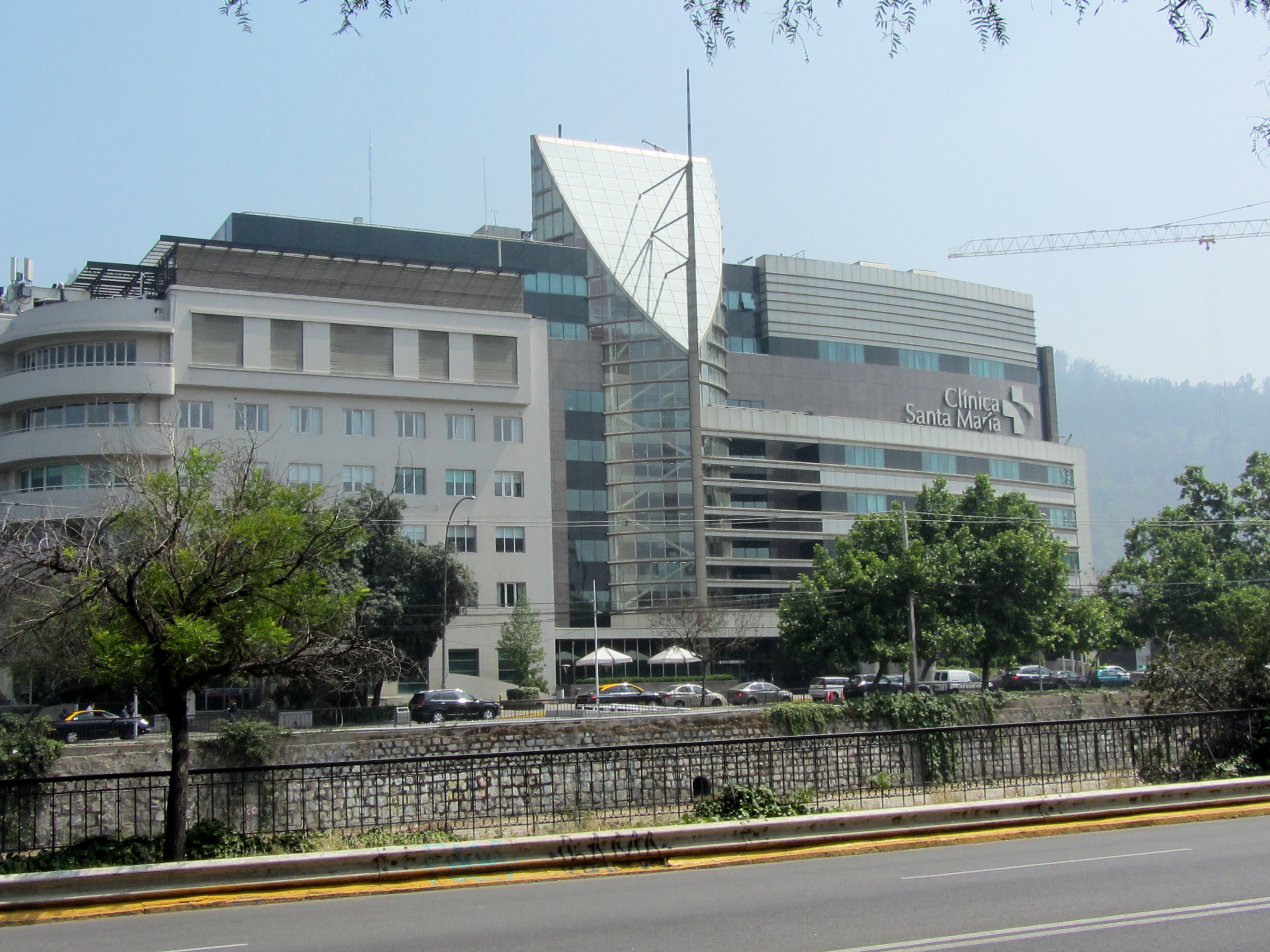
Vista de la parte más antigua de la edificación

La Clínica Santa María es un establecimiento de salud privado chileno. Está ubicada en la comuna de Providencia en la ciudad de Santiago, con una sede en la Avenida Santa María.

## Historia
Hasta principios del siglo XX, la atención de salud en Chile se efectuaba sólo en los establecimientos hospitalarios públicos. En esa época un grupo de profesionales detectaron la necesidad de crear la primera institución de salud privada del país, mirando la evolución en los países más desarrollados, como la Clínica de los hermanos Mayo en Estados Unidos, la Clínica Gasette en París, la Clínica Schuerbrush en Berlín, entre otras.[cita requerida]
Así es como en el año 1937 un grupo de médicos y empresarios visionarios se reúnen para fundar una moderna Clínica Privada. Mediante un préstamo del Banco de Chile, se concreta la compra del terreno donde actualmente se ubica la Clínica.
Otras empresas, como Compañía Anglo-Lautaro, la Caja de Previsión del Salitre, la Caja Reaseguradora de Chile, la Compañía Sudamericana de Seguros, el Consorcio de Seguros Kappés, el Banco Central y la Caja de Ahorros se incorporan a este proyecto.
Así, a fines de 1937 se inicia la construcción al estilo "Bauhaus", en boga en esa época, diseñada por los arquitectos Eduardo Costabal Zegers y Andrés Garafulic Yancovic, y construida por la Empresa Salinas y Fabres. En una etapa posterior, las tareas de habilitación estuvieron a cargo del doctor Luis Aguilar, quien fue su primer Director Médico.
El 16 de octubre de 1939 Clínica Santa María es inaugurada con la presencia del Presidente de la República, don Pedro Aguirre Cerda, quien junto a importantes personalidades de la época la calificaron como "un palacio de la medicina".[cita requerida]
La exitosa aceptación de la Clínica en la sociedad chilena se tradujo en una alta demanda por atención, que obligó a ampliar su planta física inaugurándose en 1954 el edificio anexo, la capilla, el auditorio y aumentando el número de pabellones.[cita requerida]
En esa época ingresa la primera enfermera con título universitario, Juana Blake, al Servicio de Maternidad, ya que inicialmente la atención estaba dada por auxiliares de enfermería.
Respondiendo cada vez más a las necesidades de los pacientes y de acuerdo al avance científico y tecnológico de esos años, se inaugura el 16 de octubre de 1966 la primera Unidad Coronaria Privada del país, a cargo de un calificado equipo médico.
En 1983 Clínica Santa María es comprada por la Caja Bancaria de Pensiones, propietaria de Isapre Banmédica, entrando a un proceso de remodelación y crecimiento.
Esta nueva administración nombra al doctor Juan Pablo Allamand en el cargo de Director Médico, y al señor Pedro Navarrete como Gerente General. Se aumenta significativamente el número de médicos de todas las especialidades y, en general, de todos los profesionales de la salud.[cita requerida]
En 1988 se realiza la venta de acciones de la Caja Bancaria en el marco del capitalismo popular al público en general, médicos, otros profesionales y empleados, pasando a ser una nueva sociedad, Banmédica S.A. dueña de Isapre Banmédica, Clínica Santa María, Clínica Dávila y del antiguo Servicio Médico de la Caja Bancaria.[cita requerida]
Sin duda, 2001 marca un hito en la historia de Clínica Santa María. La culminación de un proyecto por largos años anhelado se hace realidad: la inauguración de un segundo edificio que le permitió duplicar su capacidad y tamaño, totalizando 37.753m², 200 camas, 75 consultas médicas, 500 estacionamientos, 4 niveles de subterráneos y ocho pisos de altura, infraestructura dotada de la más moderna tecnología en materia de seguridad.[cita requerida]
En septiembre de 2006 comenzó la construcción del tercer edificio de Clínica Santa María. El proyecto permitió mejorar la calidad de atención a través de un servicio que incorpora los más altos estándares en salud, tecnología y hotelería. La nueva construcción, con acceso por Av. Bellavista 0415, inició sus operaciones en marzo de 2009 y cuenta con cinco subterráneos y ocho pisos sobre nivel, más un helipuerto.
Además, tiene ocho ascensores para público y concentra casi la totalidad de las atenciones ambulatorias, un piso de Cirugía Plástica y Medicina Estética, Laboratorio, Kinesiología, Unidades de Paciente Crítico Adulto, Pediátrico y Cardiovascular y un piso de Hospitalización. Con este nuevo edificio, Clínica Santa María totaliza 85.000 m² de moderna infraestructura.[cita requerida]